# ISO 9000
ISO 9000 — серия международных стандартов, содержащих термины и определения, основные принципы менеджмента качества, требования к системе менеджмента качества организаций и предприятий, а также руководство по достижению устойчивого результата.
Серия стандартов ISO 9000 разработана Техническим комитетом 176 (ТК 176) Международной организации по стандартизации. В основе стандартов лежат идеи и положения теории всеобщего менеджмента качества (TQM).
Принято считать, что при разработке первой версии стандартов ISO 9000 ТК 176 руководствовался британским стандартом BS 5750, разработанным Британским институтом стандартов (BSI). В свою очередь, считается, что британский стандарт базировался на отраслевых стандартах ВПК.

## История создания стандартов серии ISO 9000
В 1955 году в Организации Североатлантического договора (НАТО) был создан комитет AC/250, известный под названием Group of National Directors for Quality Assurance. Этот комитет должен был оценить надежность цепи поставок в случае военного конфликта с СССР в Европе, и в частности при блокировании поставок военной техники и вооружений из США через Атлантический океан. Сначала решение проблемы виделось во введении специального инспекционного контроля на предприятиях. Однако этот метод не обеспечивал необходимого уровня уверенности и был экономически затратным. К концу 1960-х годов прошлого века у членов комитета появилось осознание необходимости оценки поставщиков на основе неких взаимосвязанных принципов, которые сейчас известны под названием «system of quality management». Возникло понимание того, что критическими являются процессы разработки, используемые подрядчиком, и его система управления. Подобные идеи еще в 1949 году были изложены японским специалистам доктором У. Э. Демингом, но известно, что его система взглядов на управление и обеспечение качества не была известна в США и Западной Европе до начала 1980-х годов. В соответствии со стандартом НАТО STANAG 4107 Mutual Acceptance of Government Quality Assurance and Usage of the Allied Quality Assurance комитет AC/250 в 1969 году опубликовал документ Allied Quality Assurance Procedures (AQAPs). AQAP был предназначен для замены неэффективных систем контроля и обеспечения уверенности в том, что для продуктов и услуг, поставляемым по военным контрактам, будет установлен минимальный набор процедур управления качеством. НАТО потребовало от министерств обороны каждого государства — члена Организации Североатлантического договора закрепить требования AQAP в контрактах на поставку и создать процессы подтверждения того, что подрядчики не только привержены соблюдению принципов AQAP, но также, что они были оценены и зарегистрированы соответствующим компетентным органом. Таким образом агентства закупок в оборонной промышленности перешли от проверки продукции к оценке компетентности менеджеров и систем управления предприятий-поставщиков.
В Великобритании Управление закупок Министерства обороны (MoDPE) приняло AQAP как стандарты Def Stan 05-21 и Def Stan 05-24. В 1972 году был представлен «Новый подход к закупкам в области обороны» (The New Approach to Defence Procurement), и указанные стандарты были введены в качестве обязательных условий контракта для всех поставщиков. К концу семидесятых годов прошлого века не только генеральные подрядчики, но и тысячи их субподрядчиков и поставщиков были оценены и зарегистрированы MoDPE. В это же время контр-адмирал Дерек Спикернелл стал исполнительным директором Совета по обеспечению качества Министерства обороны (DGDQA). Этого человека впоследствии стали называть «отцом ISO 9000». Подход MoDPE базировался на том, что, если какая-то организация хочет заключить контракт с Министерством обороны, система управления этой организации должна быть проверена на соответствие принципам и требованиям, изложенным в AQAP. В 1970-х годах BSI организовал ряд встреч с представителями промышленности, чтобы создать общий для всех отраслей стандарт. В 1979 году был принят стандарт BS 5750, который, несмотря на многочисленные консультации, оказался почти точной копией стандартов Министерства обороны Def Stan 05-21 и Def Stan 05-24. В 1982 году правительство Великобритании, возглавляемое Маргарет Тэтчер, опубликовало доклад, подготовленный Департаментом торговли и промышленности (DTI), под названием «Стандарты, качество и конкурентоспособность на международном уровне» (Standards, quality and international competitiveness). Этот документ указывал на то, что недостатки системы управления — это основная причина неспособности поставлять конкурентные товары на международные рынки. Также этот документ сформулировал концепцию сертификации системы управления качеством компаний как средства снижения нагрузки при повторной внешней оценке и в качестве маркетингового инструмента.
Первое совещание технического комитета 176 ISO состоялось в 1980 году. Этот комитет в 1986 году выпустил стандарт ISO 8402 Quality management and quality assurance — Vocabulary, а уже в 1987 году публикует семейство стандартов ISO 9000.

## Версии стандартовISO9000
Серия стандартов ISO 9000 неоднократно пересматривалась:
- первая версия была подготовлена в 1987 году;
- вторая версия была выпущена в 1994 году и представляла собой уточненную версию 1987 года.
- третья версия была разработана в 2000 году путём радикального пересмотра версии 1994 года;
- четвёртая версия стандарта вышла разобщённо: в 2005 году был выпущен стандарт ISO 9000:2005, в 2008 и 2009 годах — стандарты ISO 9001 и 9004. Несмотря на ожидавшийся полный пересмотр версии 2000 года, ТК 176 решил ограничиться «косметическими» правками — исправлением неточностей и разночтений. Причинами отказа от существенных изменений и задержки с выпуском новой версии были названы желание продлить срок действия существующих сертификатов у организаций (то есть сохранить статус-кво в сертификационном бизнесе).
- пятая версия ISO 9001 была выпущена 23 сентября 2015 года совместно с ISO 9000.

Новая версия стандарта 9001 существенно изменилась по сравнению с предыдущей версией. Стандарт ISO 9001:2015 года разработан в соответствии с приложением к директиве ISO Annex SL (ISO/IEC Directives, Part 1 Consolidated ISO Supplement — Procedures specific to ISO), которая определяет требования к нормативным документам на системы управления. Она устанавливает новый, единый стандарт для структуры систем управления (не только ISO 9001, но и для других систем менеджмента).
Стандарты серии ISO 9000, принятые более чем 190 странами мира в качестве национальных, применимы к любым предприятиям, независимо от их размера, форм собственности и сферы деятельности.
Сертификация производится по единственному стандарту из этой серии, содержащему требования — ISO 9001. Организация ISO не проводит сертификацию по ISO 9001. Действует двухуровневая система подтверждения соответствия. Сертификацией систем менеджмента качества отдельных организаций занимаются специально сформированные аудиторские организации (органы по сертификации). Они, в свою очередь, аккредитуются национальными аккредитационными обществами. Также существуют и независимые системы аккредитации.

## О природе стандартов ISO 9000
ISO 9000 не является стандартом качества собственно продукта и непосредственно не гарантирует высокое качество продукции.
Соответствие требованиям ISO 9001 свидетельствует о некотором уровне надёжности поставщика и добротности его компании. С точки зрения современных компаний соответствие требованиям ISO 9001 — тот минимальный уровень, который даёт возможность вхождения в рынок. Сам сертификат соответствия ISO 9001 является внешним независимым подтверждением достижения требований стандарта.
Цель серии стандартов ISO 9000 — стабильное функционирование документированной системы менеджмента качества продукции предприятия-поставщика. Исходная направленность стандартов серии ISO 9000 была именно на отношения между компаниями в форме потребитель/поставщик. С принятием в 2000 году третьей версии стандартов ISO 9000 большее внимание стало уделяться способностям организации удовлетворять требования всех заинтересованных сторон: собственников, сотрудников, общества, потребителей, поставщиков. ISO 9004 делает акцент на достижение устойчивого успеха. Указанные стандарты помогают предприятиям формализовать их систему менеджмента, вводя такие системообразующие понятия, как внутренний аудит, процессный подход, корректирующие и предупреждающие действия.
Стандарт ISO 9000 является фундаментальным, принятые в нём термины и определения используются во всех стандартах ISO серии 9000. Этот стандарт закладывает основу для понимания основных элементов системы менеджмента качества продукции согласно стандартам ISO серии 9000. ISO 9000 определяют семь принципов менеджмента качества, а также использование процессного подхода с целью постоянного улучшения.
Процессы создания продукции входят в цепь «поставщик — организация — потребитель» и на рисунке показаны как «выпуск продукции». Только данные процессы добавляют ценность, потому что создают то, что установлено в договоре с потребителем, остальное — вспомогательные, поддерживающие процессы.

## Стандарты, входящие в семейство
- ISO 9000. Словарь терминов о системе менеджмента, свод принципов менеджмента качества. Текущая версия — ISO 9000:2015 «Системы менеджмента качества. Основные положения и словарь».
- ISO 9001. Содержит набор требований к системам менеджмента качества. Текущая версия — ISO 9001:2015 «Системы менеджмента качества. Требования».
- ISO 9004. Содержит руководство по достижению устойчивого успеха любой организацией в сложной, требовательной и постоянно изменяющейся среде, путём использования подхода с позиции менеджмента качества. Текущая версия — ISO 9004:2019 «Менеджмент качества. Качество организации. Руководство по достижению устойчивого успеха организации».
- ISO 19011. Стандарт, описывающий методы проведения аудита в системах менеджмента, в том числе, менеджмента качества. Текущая версия — ISO 19011:2018 «Руководящие указания по аудиту систем менеджмента».

### Стандарты ISO серии 10000 (технологии поддержки)
- ISO 10001. Менеджмент качества. Удовлетворенность потребителей. Руководство, касающееся кодексов поведения организации.
- ISO 10002. Менеджмент качества. Удовлетворенность потребителей. Руководство по обращению с жалобами потребителей в организациях.
- ISO 10003. Менеджмент качества. Удовлетворенность потребителей. Руководство по разрешению споров вне организаций.
- ISO 10004. Менеджмент качества. Удовлетворенность потребителей. Руководство по мониторингу и измерению.
- ISO 10005. Системы менеджмента качества. Руководство по программам качества.
- ISO 10006. Системы менеджмента качества. Руководство по менеджменту качества проектов.
- ISO 10007. Системы менеджмента качества. Руководство по менеджменту конфигурации.
- ISO 10008. Менеджмент качества. Удовлетворенность потребителей. Руководящие указания для бизнес-потребителей электронных торговых операций (Стандарт на стадии проекта ISO/DIS 10008).
- ISO 10012. Управление системами измерения. Требования к процессам измерений и измерительному оборудованию.
- ISO/TR 10013. Руководство по документированию системы менеджмента качества.
- ISO 10014. Менеджмент качества. Руководство по реализации финансовых и экономических преимуществ.
- ISO 10015. Менеджмент качества. Руководство по обучению.
- ISO/TR 10017. Руководство по статистическим методам применительно к ISO 9001:2000.
- ISO 10018. Менеджмент качества. Руководство по вовлечению и компетентности персонала (вступил в силу 1 сентября 2012[4][5]).
- ISO 10019. Руководство по выбору консультантов по системам менеджмента качества и использованию их услуг.

### Дополнительные стандарты, изданные ТК 176
- ISO/TS 16949:2009 Частные требования по применению ISO 9001:2008 для автомобильной промышленности и организаций, изготавливающих соответствующие запасные части.

## Национальные эквиваленты ISO 9000
- ГОСТ ISO 9000-2011[6] — аналог ISO 9000:2005 (подготовлен открытым акционерным обществом «Всероссийский научно-исследовательский институт сертификации» (ОАО «ВНИИС») на основе применения ГОСТ Р ИСО 9001-2008)
- ГОСТ Р ИСО 9001-2015 — аналог ISO 9001:2015, введён в действие 01 ноября 2015 года, утвержден в Росстандарте 28 сентября 2015 года.

Украинские версии стандартов:
- ДСТУ ISO 9000:2007 — аналог ISO 9000:2005
- ДСТУ ISO 9001:2009 — аналог ISO 9001:2008
- ДСТУ ISO 9001:2015 — аналог ISO 9001:2015

Белорусские версии стандартов:
- СТБ ISO 9000-2006 — аналог ISO 9000:2005
- СТБ ISO 9001-2009 — аналог ISO 9001:2008 (отменён с 5 сентября 2018 г.)
- СТБ ISO 9004-2010 — аналог ISO 9004:2009
- СТБ ISO 9001-2015 — аналог ISO 9001:2015